# Mydas luteipennis
Mydas luteipennis är en tvåvingeart som först beskrevs av Friedrich Hermann Loew 1866.  Mydas luteipennis ingår i släktet Mydas och familjen Mydidae. Inga underarter finns listade i Catalogue of Life.